# Maximale residulimiet
De maximale residulimiet (MRL) is een grenswaarde die het maximale toegelaten restgehalte (residu) van een pesticide, biocide of diergeneesmiddel in of op voedingsmiddelen en diervoeders aangeeft. Deze wettelijke productnorm grenst vaak aan de detectie- (LOD) en quantificatielimiet (LOQ) van een stof.

## Doel
Voor elk gewasbeschermingsmiddel is vastgesteld hoeveel ervan uiteindelijk in voedingsmiddelen mag achterblijven. De MRL's worden vastgesteld op basis van 2 overwegingen: bescherming volksgezondheid en 'goed landbouwkundig gebruik'. Goed landbouwkundig gebruik betekent dat bedrijven niet méér bestrijdingsmiddelen gebruiken dan nodig is om een ziekte of plaag goed te bestrijden. In de praktijk stelt met name het goed landbouwkundig gebruik de grens. Dit betekent dat MRL's op een lager niveau liggen dan vanuit gezondheidsoogpunt noodzakelijk is. Als de MRL niet wordt overschreden, worden dus ook de toxische (gezondheidskundige) grenswaarden zoals de aanvaardbare dagelijkse inname (ADI) en de acute referentiedosis (ARfD) niet overschreden.

## Wetgeving
In de Europese Unie worden de MRL's gereglementeerd door de Europese pesticiderichtlijn (91/414/EEG) van 15 juli 1991 zoals gewijzigd door de verordeningen nr. 396/2005 van 23 februari 2005 en verordening nr. 1127/2014 van 20 oktober 2014. Een overzicht van de geldende MRLs is terug te vinden in de EU Pesticides Database. De MRLs kunnen daar per werkzame stof of per levensmiddel opgezocht worden.